# Luis Hernández Carreón
Luis Arturo Hernández Carreón (Poza Rica, 1968. december 22. –) mexikói válogatott labdarúgó.
A mexikói labdarúgó-válogatottban 1995 és 2002 között szerepelt. Ez alatt számos nemzetközi tornán vett részt, köztük az 1998-as és a 2002-es világbajnokságon. Az 1998-as tornán 5 gólig jutott, ezzel második helyen végzett a góllövő listán.

## Válogatott statisztika
| Mexikó   | Mexikó | Mexikó |
| Év       | Mérk.  | Gólok  |
| -------- | ------ | ------ |
| 1995     | 5      | 2      |
| 1996     | 6      | 0      |
| 1997     | 21     | 10     |
| 1998     | 16     | 14     |
| 1999     | 18     | 6      |
| 2000     | 9      | 2      |
| 2001     | 4      | 1      |
| 2002     | 6      | 0      |
| Összesen | 85     | 35     |